# Toleranță tehnică

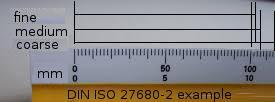
Exemplu de tabel cu toleranțe din DIN ISO 2768-2. Este un exemplu de toleranță pentru o dimensiune liniară de 100 mm, unul dintre cele 8 intervale definite. (30–120 mm)

În tehnică prin toleranță se înțeleg limitele intervalului în care este permis să varieze:
1. o dimensiune fizică;
2. o valoare măsurată sau o mărime fizică a unui material, produs fabricat, sistem sau serviciu;
3. alte valori măsurate (ca temperatura, umiditatea etc.);
4. în siguranța transporturilor, distanța fizică între un camion, tren sau ambarcațiune la trecerea pe sub un pod sau printr-un tunel;
5. în ingineria mecanică, intervalul în care poate varia jocul sau strângerea dintre două piese montate împreună etc.

Dimensiunile, proprietățile sau condițiile pot varia fără a afecta semnificativ funcționarea sistemelor, mașinilor, structurilor etc. O variație dincolo de toleranță (de exemplu, o temperatură prea mare sau prea mică) este considerată neconformă, respinsă, sau în afara toleranței.

## Considerații privind alegerea toleranțelor
În inginerie a determina cât de largi pot fi toleranțele fără a afecta alți factori sau rezultatul unui proces este o preocupare principală. Acest lucru se poate face prin utilizarea principiilor științifice, a cunoștințelor de inginerie și a experienței profesionale. Cercetarea experimentală este foarte utilă pentru a studia efectele toleranțelor: proiectarea experimentelor, evaluări formale inginerești etc.
Un set bun de toleranțe într-o specificație nu implică prin el însuși faptul că se va atinge conformitatea cu acele toleranțe. Producția reală a oricărui produs (sau operarea oricărui sistem) implică o variație inerentă a intrării și ieșirii. Eroarea de măsurare și incertitudinea statistică sunt, de asemenea, prezente în toate măsurătorile. Cu o distribuție normală, cozile valorilor măsurate se pot extinde mult dincolo de plus și minus trei abateri standard de la media procesului. Porțiuni apreciabile ale uneia (sau ambelor) cozi se pot extinde dincolo de toleranța specificată.
Posibiltățile de execuție ale sistemelor, ale materialelor și ale produselor trebuie să fie compatibile cu toleranțele specificate. Trebuie să existe controlul în timpul procesului de producție și un sistem de asigurare a calității eficient, care să mențină producția reală în limitele de toleranță dorite.
Alegerea toleranțelor este afectată și de metoda de eșantionare statistică și de caracteristicile acestuia, cum ar fi nivelul de calitate acceptabil. Aceasta se referă la întrebarea dacă toleranțele trebuie să fie extrem de rigide (încredere ridicată în conformitatea de 100 %) sau dacă un procent mic de produse în afara toleranței poate fi uneori acceptabil.

## Componentele toleranței ajustajelor

Schiță cu linia zero, abaterile fundamentale și gradele internaționale de abatere comparate cu dimensiunile maximă și minimă ale arborelui și alezajului

Toleranța dimensională este legată de un ajustaj, dar diferită de el, ajustajul fiind „cu joc” sau „cu strângere” între piese. Toleranțele sunt precizate pentru fabricarea pieselor, ca limite pentru execuția acceptabilă. Nicio mașină nu poate menține dimensiunile exact la valoarea nominală, așa că trebuie să existe grade acceptabile de variație. Dacă o piesă este fabricată, dar are dimensiuni care sunt în afara toleranței, aceasta nu este o piesă utilizabilă conform intenției proiectantului. Toleranțele pot fi aplicate la orice dimensiune. Termenii folosiți în mod obișnuit sunt:
Cota nominalăDiametrul nominal al arborelui sau alezajului. În general, aceasta este cota comună a ambelor componente, linia zero.
Abaterea inferioarăDiferența dintre dimensiunea minimă a unei componente și linia zero.
Abaterea superioarăDiferența dintre dimensiunea maximă a unei componente și linia zero.
Abaterea fundamentalăCea mai mică abatere a unei componente față de linia zero.
Aceasta este identică cu abaterea superioară pentru arbori și cu abaterea inferioară pentru alezaje. Dacă abaterea fundamentală este mai mare decât zero, arborele va fi întotdeauna mai mic decât dimensiunea nominală, iar alezajul va fi întotdeauna mai mare. Abaterea fundamentală este o formă de poziționare a câmpului de toleranță.
Gradul de toleranță internaționalăAceasta este o măsură standardizată a diferenței maxime a dimensiunii dintre componentă și cota nominală.